# Koreanische Landschaftsmalerei

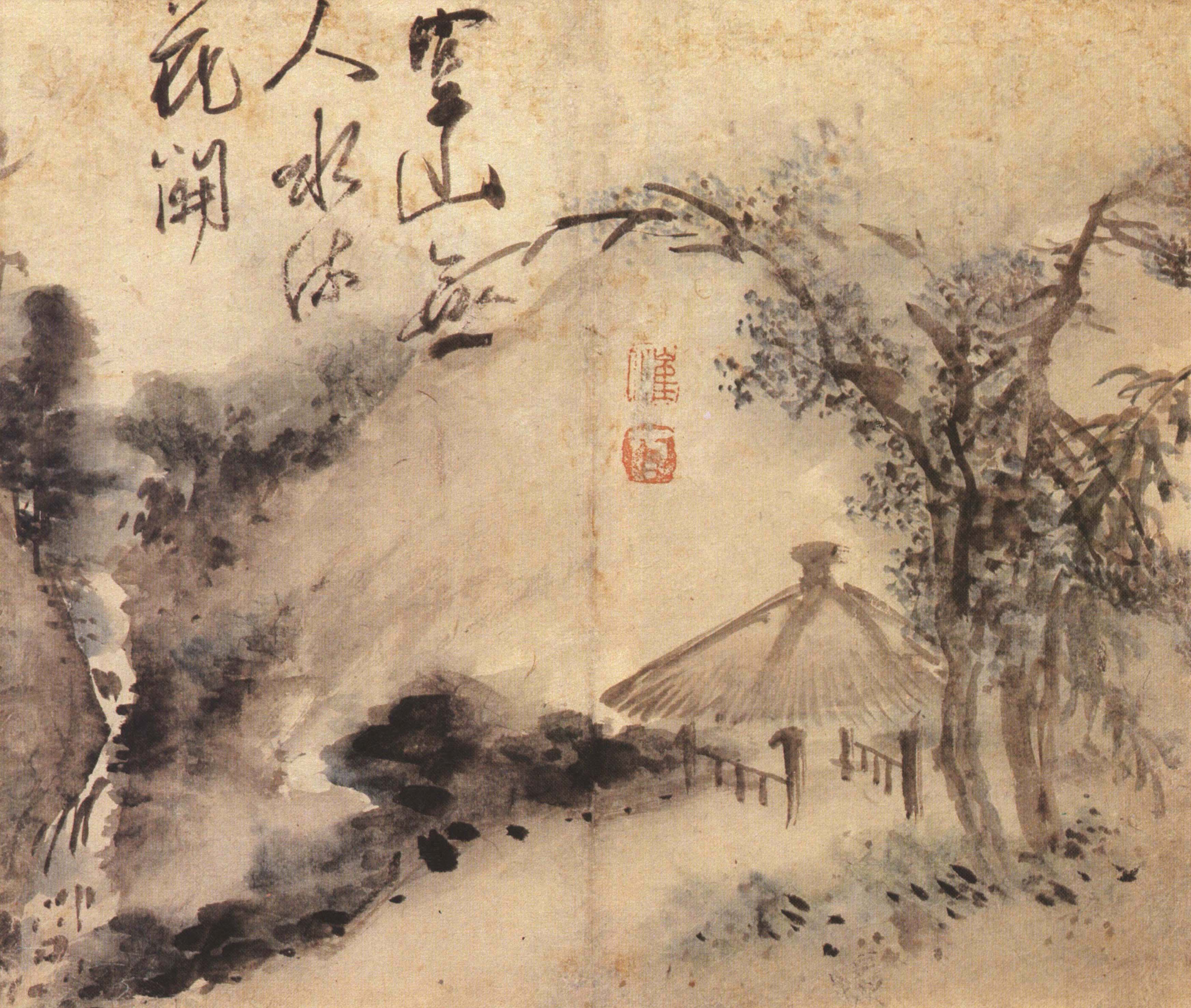
Landschaftsbild des koreanischen Malers Choe Buk (최북) (1755–1785)

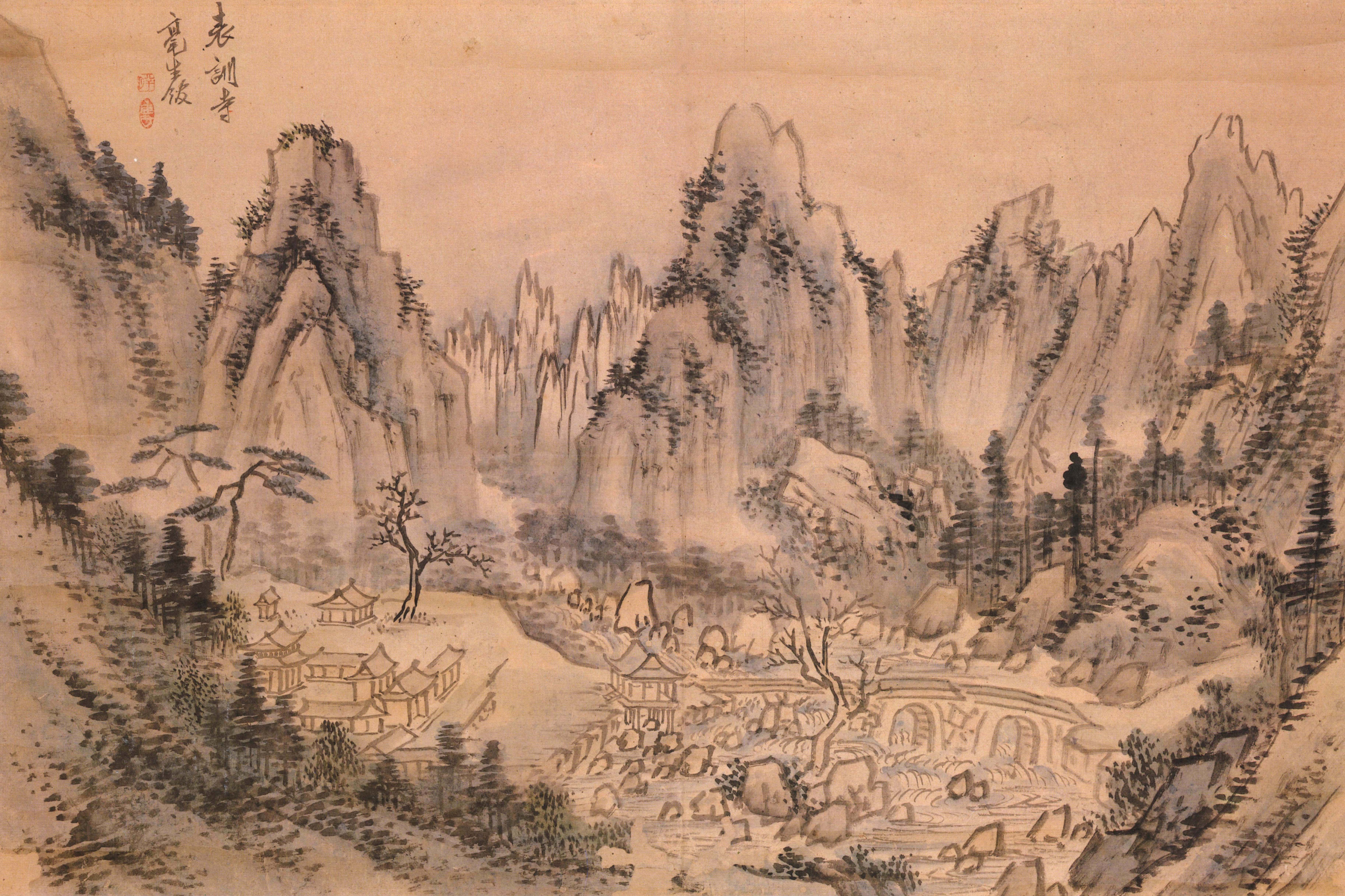
Choe Buk: Pyohun-Tempel in den Diamantbergen

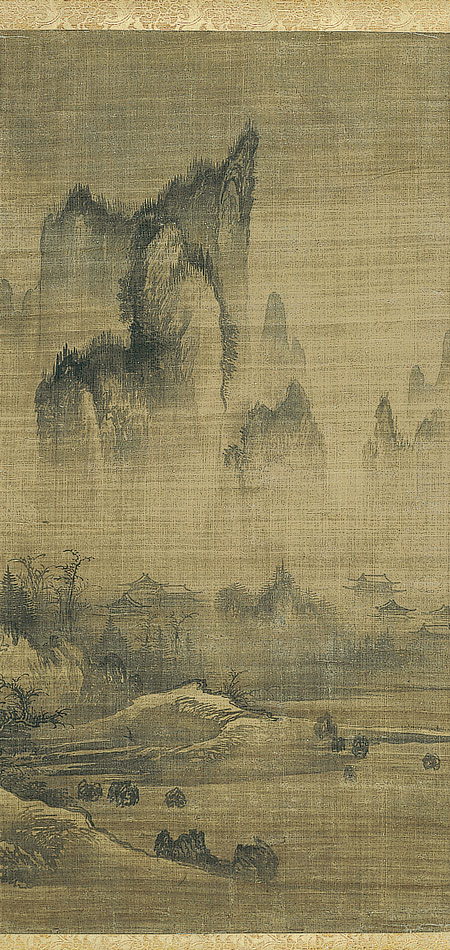
Unbekannter Künstler (15. Jahrhundert)

Die Koreanische Landschaftsmalerei hatte ihren Ursprung in der als Namjongwha (남종화) bezeichneten chinesischen Südschul-Malerei und fand in Korea während der Goryeo-Periode (913–1392) Einzug.

## Geschichte
Der Begriff der Südschulmalerei lässt sich auf den Kalligraphen, Maler, Kunstkritiker und Staatsmann Dong Qichang (chinesisch 董其昌, Pinyin Dǒng Qíchāng, W.-G. Tung Ch’i-ch’ang; 1555–1636) zurückführen, der seinerzeit alle namhaften Maler Chinas einer nördlichen und einer südlichen Schule zuordnete. Zur nördlichen Schule zählte er alle akademisch geprägten Maler und der südlichen Schule, zu der er sich selbst auch zählte, ordnete er alle literarisch geprägten Maler zu, für die ihre Kunst eine Beschäftigung in Muße war und einen hohen Stellenwert hatte. Dong gründete seine Zuordnung darauf, dass der chinesische Königshof zumeist in Peking residierte und die akademischen Maler, vor allem die der Zhe-Schule zugeordnet werden konnten, für den chinesischen Kaiserhof malten. Die Maler der Südschule waren aus seiner Sicht zumeist hochtalentierte „Laien“-Maler, die sich der Landschaftsmalerei widmeten.

## Goryeo-Periode
Der Forschung ist es bisher nicht gelungen zu klären, zu welchem Zeitpunkt, in welcher Form und von wem die Landschaftsmalerei der Südschule, die in China, Korea und Japan großen Einfluss hatte, in Korea eingeführt wurde. Sicher ist aber, dass dies während der Goryeo-Periode (고려) (918–1392) geschah, da der Königshof Goryeos enge kulturelle Beziehungen zum Hof der Song-Dynastie (chinesisch 宋朝) (960–1279) und der Yuan-Dynastie (chinesisch 元朝) (1279–1368) pflegte, an denen die Stile der Südschule später vorherrschten.
Aus der zweiten Hälfte der Goryeo-Zeit lassen sich enge Kontakte zu einem Kreis von Malern nachweisen, zu denen Zhao Mengfu (chinesisch 趙孟頫) (1254–1322), Zhu Derun (chinesisch 朱德润) (1294–1365) und Gao Kegong (chinesisch 高克恭) (1248–1310) gehörten. Von den beiden erstgenannten chinesischen Malern ist bekannt, dass sie am Hofe des Goryeo-Königs Chungseon (충선왕) (1308–1313) verkehrten und Kalligraphie und Malerei in der Zeit beeinflussten. Besonderer Einfluss wird auch Gao Kegong zugeschrieben, dessen Malstil in Bildern von Ko Yong-hui (고용희) zu finden ist und dessen Werke im buddhistischen Tempel Konchiin in Kyōto in Japan hängen, obwohl er selbst zu den koreanischen Malern gezählt wird.

## Joseon-Periode
In der frühen Joseon-Zeit, die mit der Zeit von 1392 bis um 1550 umrissen wird, wurde der Malstil von Gao Kegong, der nach dem chinesischen Maler Mi Fu (chinesisch 米芾) (1051–1107) als Mi-Fu-Malstil bezeichnet wurde, weiter gepflegt. Hier sind die Maler Yi Chang-son (이장손), Choe Suk-chang (崔叔昌, 최숙창) und Seo Mun-bo (徐文寶, 서문보) zu nennen, die vermutlich in der 2. Hälfte des 15. Jahrhunderts am Hof Joseons tätig waren.
In der mittlere Joseon-Periode (1550–1700), die vom Einfluss der koreanischen Zhe-Schule geprägt war, setzte sich in der Landschaftsmalerei der von Gao Kegong gekennzeichnete Malstil fort und fand in dem Gelehrten Kim Si (金禔, 김시; 1524–1593) einen besonderen Ausdruck, indem er weichere und feuchtere Pinsel- sowie Tuschetechniken einsetzte. Zu den koreanischen Malern des 17. Jahrhunderts zählten Maler wie Yun Du-seo (尹斗緖, 윤두서; 1668–1715) und Heo Yu (허유), die von den Malerei-Abhandlungen des chinesischen Meisters Gu Kaizhi (chinesisch 顾恺之) (344–405) beeinflusst waren.
Yun Du-seo, der der späten Joseon-Periode (1700–1850) zuzuordnen ist, beschäftigte sich mit westlicher Kultur, hielt aber auch an den traditionellen Stilen fest. Jeong Seon (정선) (1676–1757) war der Vertreter der Südschule, der aber auf eine naturnahe Wiedergabe in seinen Bildern Wert legte. Ein weiterer Maler der späten Periode war Kang Se-hwang (강세황) (1713–1791), der Landschaftsmalerei im Mi-Fu-Stil studierte und über westliche Einflüsse seinen eigenen Malstil entwickelte.
Zu den großen Meistern der letzten Phase der Joseon-Periode (1850–1910) zählten Maler wie Kim Cheong-heui (김청희) (1786–1857), Jo Hui-ryong (조희룡) (1797–1859), Cheon Ki (田琦, 전기; 1825–1864), Heo Ryeon (허련) (1809–1892), Kim Su-cheol (김수철) (19. Jh.), Kim Chang-su (김창수) (19. Jh.) und Jang Seung-eop (장승업) (1843–1897).
Mit der Annexion Koreas im Jahr 1910 durch das imperialistische Japan jener Zeit und die damit verbundene Kulturpolitik des japanischen Kaiserreichs geriet die koreanische Malerei unter Einfluss japanischen Denkens und der japanischen Südmalerei, Nanga genannt.